# Düvenci, Çorum
Düvenci là một thị trấn thuộc thành phố Çorum, tỉnh Çorum, Thổ Nhĩ Kỳ. Dân số thời điểm năm 2010 là 1.748 người.